# Pierre Durand (journaliste)
Pour les articles homonymes, voir Pierre Durand et Durand.
Pierre Durand, né le 26 juillet 1933 à Anduze et mort le 22 octobre 1994 dans le 7e arrondissement de Paris, est un journaliste et militant politique français.
Trésorier adjoint du Front national (FN) à partir de 1972, il est cofondateur puis directeur administratif de Présent de 1983 jusqu'à sa mort.

## Biographie
Pierre Durand fut trésorier des Jeunes indépendants de Paris à leur fondation en 1954, avant de rejoindre l'Union de défense des commerçants et artisans dont il a été secrétaire administratif, puis de devenir le responsable de propagande du comité Tixier-Vignancour de 1963 à 1966.
Il a été le cofondateur (puis directeur) du quotidien Présent et le codirecteur de la Société d'études et de relations publiques (SERP). Pierre Durand est l'auteur des commentaires du court métrage réalisé par Olivier François : Mains propres et tête haute : législatives 93. Il avait également commenté les discours d'Adolf Hitler (1990) et du maréchal Pétain (1991) sur deux cassettes audio éditées par le SERP avec Yann Hervé et Jean-Claude Laburthe.
Au début des années 1990, Pierre Durand fait l'objet de poursuites judiciaires et fut condamné, en particulier pour « provocation à la haine raciale », pour des articles écrits par des collaborateurs de Présent dont il était alors le directeur.
Selon Pierrette Lalanne, épouse de Jean-Marie Le Pen, il aurait été le prête-nom d'Henri Botey pour l'un de ses établissements.